# Darcy Sharpe
Darcy Sharpe (Calgary, 9 febbraio 1996) è uno snowboarder canadese, specializzato in slopestyle e big air.

## Biografia
Specializzato in slopestyle e big air e attivo in gare FIS dal gennaio 2010, Sharpe ha debuttato in Coppa del Mondo il 25 febbraio 2012, giungendo 28º nel big air di Stoneham, località dove ha ottenuto il suo primo podio, nonché la sua prima vittoria, il 25 febbraio 2015.
In carriera ha preso parte a una rassegna olimpica e a due iridate.

## Palmarès

### Mondiali
- 1 medaglia:
  - 1 argento (big air a Kreischberg 2015)

### Winter X Games
- 5 medaglia:
  - 1 oro (slopestyle ad Aspen 2020)
  - 2 argenti (slopestyle ad Aspen 2018; rail jam ad Aspen 2020)
  - 2 bronzi (big air ad Hafjell 2020; knuckle huck ad Aspen 2024)

### Mondiali juniores
- 1 medaglia:
  - 1 argento (slopestyle a Sierra Nevada 2012)

### Coppa del Mondo
- Vincitore della Coppa del Mondo di big air nel 2015
- Miglior piazzamento in classifica generale di freestyle: 9º nel 2015
- 3 podi:
  - 2 vittorie
  - 1 secondo posto

#### Coppa del Mondo - vittorie
| Data             | Luogo    | Paese  | Disciplina |
| ---------------- | -------- | ------ | ---------- |
| 20 febbraio 2015 | Stoneham | Canada | SBS        |
| 12 febbraio 2023 | Calgary  | Canada | SBS        |

Legenda:

SBS = Slopestyle